# Anchistus demani
Anchistus demani är en kräftdjursart som beskrevs av Kemp 1922. Anchistus demani ingår i släktet Anchistus och familjen Palaemonidae. Inga underarter finns listade i Catalogue of Life.